# سرماخوردگی
سرماخوردگی (به انگلیسی: common cold) که با نام‌های نازوفارِنژیت (nasopharyngitis)، رینوفارنژیت (rhinopharyngitis) و زکام حاد (acute coryza) نیز شناخته می‌شود، بیماری واگیر مربوط به دستگاه تنفسی فوقانی است که عمدتاً بینی را تحت تأثیر قرار می‌دهد. سرماخوردگی معمولاً با خستگی، عطسه و سردرد آغاز می‌شود و با علائمی چون سرفه، گلودرد، آبریزش بینی و تب ادامه می‌یابد و معمولاً هفت تا ده روز بعد برطرف می‌شود و برخی علائم ممکن است تا سه هفته طول بکشد. بیش از دویست نوع ویروس عامل سرماخوردگی وجود دارد، با این حال راینوویروس‌ها (که خود بیش از ۹۹ نوع مختلف شناخته‌شده هستند) متداول‌ترین عامل این بیماری هستند. ویروس‌های عامل بیماری می‌توانند تا مدت زمانی طولانی (برای راینو ویروس تا بیش از ۱۸ ساعت) در محیط فعال بمانند و ممکن است از دستان به چشمان و بینی که محل عفونت هستند، منتقل شوند. ویروس از طریق عطسه، سرفه و تماس با افراد یا اشیاء آلوده قابل انتقال به بدن است.
عفونت دستگاه تنفسی فوقانی بر اساس قسمت‌هایی از بدن که بیشتر دچار عفونت می‌شوند، دسته‌بندی می‌گردند، که سرماخوردگی عمدتاً بینی، سینوس‌ها (سینوزیت)، گلو (فارنژیت) و همچنین یک یا هر دو چشم را با التهاب ملتحمه تحت تأثیر قرار می‌دهد. علائم بیماری معمولاً به واکنش دستگاه ایمنی بدن بیشتر مرتبط هستند تا به بافت‌هایی که ویروس از بین می‌برد. تشخیص بیماری سرماخوردگی از آنفلونزا بسیار مشکل و گاهی غیرممکن است، در آنفلوآنزا علائمی مانند سردرد، درد عضلات و تب شدت بیشتری دارند که البته در سرماخوردگی‌های شدید هم به همان شکل است. با هر بار ابتلا به بیماری، بدن انسان پادتن مربوط به ویروس را تولید می‌کند تا در آینده دیگر به آن مبتلا نشود، اما از آنجا که بیش از دویست ویروس مختلف باعث سرماخوردگی می‌شوند، با هر بار ابتلا باید پادتن مختص آن ساخته شود و برای همین یک فرد در طول زندگی خود به‌طور متوسط ۵۰ بار (بزرگسالان دو تا پنج بار در سال و کودکان شش تا ده بار در سال) به سرماخوردگی مبتلا می‌شود.
همچنین به دلیل همان دویست ویروس، ساختن واکسن سرماخوردگی مشکل و غیرممکن است و هیچ دارویی برای این بیماری تاکنون به وجود نیامده است، اگرچه علائم بیماری را با داروهای تب‌بر (مانند استامینوفن) یا ضد آبریزش بینی (مانند آنتی‌هیستامین) می‌توان کاهش داد. در بعضی موارد که احتمال ابتلا به یک بیماری باکتریایی (مانند برونشیت، سینه پهلو، سینوزیت و عفونت گوش میانی) وجود دارد، از آنتی‌بیوتیک (پادزیست) برای درمان آن استفاده می‌شود، اما آنتی‌بیوتیک‌ها هیچ تأثیری بر روی ویروس سرماخوردگی ندارند. برخی نیز معتقدند که ویتامین ث یا قرص روی یا عسل می‌تواند باعث بهبودی علائم بیماری شود که به‌طور کامل به اثبات نرسیده‌است.
به‌طور کلی پیشگیری از بیماری آسان است، زیرا ویروس عامل بیماری مدت زمان محدودی را زنده می‌ماند و با شست‌وشوی دست‌ها که یکی از راه‌های مهم برای پیشگیری است، می‌توان آن را از بین برد و برخی شواهد استفاده از ماسک‌های بینی و دهان را نیز مؤثر می‌دانند.
سرماخوردگی واکسن ندارد. مهم‌ترین راه‌های پیشگیری عبارتند از: شستن دست‌ها؛ لمس نکردن چشم‌ها، بینی یا دهان با دستان نشسته؛ و دور ماندن از افراد بیمار. ماسک صورت هم می‌تواند برای پیشگیری از این بیماری مناسب باشد. درمانی برای سرماخوردگی وجود ندارد، ولی علایمش می‌تواند بهبود یابد. داروهای ضد التهاب غیر استروئیدی (NSAIDs) مثل ایبوپروفن می‌تواند به تسکینِ درد کمک کند. نباید از آنتی‌بیوتیک‌ها استفاده شود. معمولاً بیماری، خود به خود بین ۷ تا ۱۰ روز (پروسه درمان) درمان می‌شود، شاید هم کمتر.

## علائم و نشانه‌ها
| علائم شایع/اولیه                                                                                | علائم ثانویه                                                                                |
| ----------------------------------------------------------------------------------------------- | ------------------------------------------------------------------------------------------- |
| - گلودرد - آبریزش بینی - اشک از چشم - گرفتگی بینی - عطسه - سرفه - کوفتگی و بدن‌درد - احساس خستگی | - سردرد - گرفتگی صدا - تب - گرفتگی سینوس - گرفتگی گوش - سرفهٔ بدون خلط - درد مفصل - درد عضله |

متداول‌ترین علائم سرماخوردگی شامل سرفه، آبریزش بینی، گرفتگی بینی و گلودرد است و علائم دیگر شامل درد عضلات، خستگی، سردرد، و بی‌اشتهایی. گلودرد تقریباً در ۴۰٪ افراد و سرفه تقریباً در ۵۰٪ افراد بروز می‌کند، سرفه‌های ناشی از سرماخوردگی معمولاً خشک و پشت سر هم هستند. نیمی از موارد درد عضلانی رخ می‌دهد. تب در بزرگسالان غیرمعمول، اما در نوزادان و کودکان رایج است و ممکن است تب خفیفی تا ۳۸٫۹ درجه مشاهده شود. بعضی از ویروس‌هایی که موجب سرماخوردگی می‌شوند، ممکن است بدون علامت باشند. رنگ خلط سینه یا ترشحات بینی ممکن است بی‌رنگ یا زرد یا سبز باشد و اینکه آیا عفونت ناشی از باکتری بوده‌است یا ویروس را مشخص نمی‌کند.
سرماخوردگی معمولاً با خستگی، احساس سرما، عطسه و سردرد آغاز می‌شود و تا دو روز پس از آن ادامه دارد و با علائم دیگر از جمله آبریزش بینی و سرفه دنبال می‌شود. این علائم ۱۶ ساعت پس از در معرض ویروس قرار گرفتن آغاز می‌شوند و معمولاً دو تا چهار روز پس از آغاز بیماری به بیشترین حد خود می‌رسند. علائم معمولاً ظرف هفت تا ده روز بعد برطرف می‌شوند، اما بعضی علائم مانند سرفه خشک ممکن است تا سه هفته باقی بمانند. در کودکان، سرفه در ۳۵ تا ۴۰ درصد موارد تا بیش از ده روز و در ۱۰٪ از موارد تا بیش از ۲۵ روز ادامه می‌یابد.
علائم بیماری توسط دستگاه ایمنی بدن پدیدار می‌شوند و نه توسط ویروس.
مواد ضدعفونی‌کننده‌ای که توسط گلبول‌های سفید تولید می‌شوند، می‌تواند به سلول‌های بدن آسیب برساند یا باعث تولید آنزیم و در نتیجه واکنش‌های شیمیایی درون بدن شود و این گونه علائم بیماری پدیدار می‌گردد.
در واقع علائم بیماری از واکنش‌های شیمیایی پیچیده درون رگ‌های خون، غدد و بافت‌های عصبی پدیدار می‌شوند.
گرفتگی بینی به دلیل متورم شدن رگ‌های درون حفره بینی است که میزان تورم رگ‌ها توسط عصب‌هایی کنترل می‌شود که مواد شیمیایی با نام نوراپی‌نفرین (یا نورآدرنالین) تولید می‌کنند. هنگامی که بینی ملتهب می‌شود، اگر راه یکی از حفره‌های بینی سد شود و حفره دیگر خالی باشد، به آن حفره فشار وارد شده و راه برای ورود باکتری یا ویروس به بافت‌های بینی باز خواهد بود. علاوه بر بافت‌های بینی، حفره سینوس نیز می‌تواند از باکتری یا ویروس پُر شود و منجر به سینوزیت و عفونت گوش میانی در کودکان شود.
سرفه که از علائم بعدی سرماخوردگی است، به دلیل متورم و عفونی شدن گلو، نای و راه‌های هوایی تحتانی به وجود می‌آید. سرفه‌های خشک نشان‌دهندهٔ التهاب راه هوایی فوقانی و سرفه‌های دارای خلط نشان‌دهنده التهاب راه هوایی تحتانی هستند.

## علت سرماخوردگی

### ویروس‌شناسی
سرماخوردگی عفونت دستگاه تنفسی فوقانی است که به راحتی منتقل می‌شود. برخلاف باکتری‌ها، ویروس‌ها دارای ساختار سلولی نیستند. ویروس سرماخوردگی دارای جداری (envelope) از جنس پروتئین است و از این روی مقاومت بیشتری نسبت به دیگر انواع ویروس‌ها دارد. دانشمندان بر این باورند که ویروس‌ها «زنده» نیستند و باید در اطراف سلول‌ها قرار گیرند تا بتوانند تکثیر شوند. ویروس‌های دیگری نیز ممکن است علت سرماخوردگی باشند که عبارتند از: کروناویروس‌ها (۱۰–۱۵٪)، ویروس پاراآنفلوآنزا انسانی (۱۰–۱۵٪)، ویروس سنسیشال تنفسی انسانی، آدنوویروس (۵٪)، آنتروویروس، و ویروس متاپنومو. از این ویروس بیش از یک نوع وجود دارد و در کل، بیش از دویست ویروس مختلف به سرماخوردگی‌ها مربوط می‌شوند. دانشمندان هنوز قادر به تشخیص علت ۲۰ تا ۳۰ درصد سرماخوردگی‌های بزرگسالان نیستند، اگرچه فرض بر ویروسی بودن عامل آن‌ها است و نوع ویروس اهمیتی برای درمان بیماری ندارد.

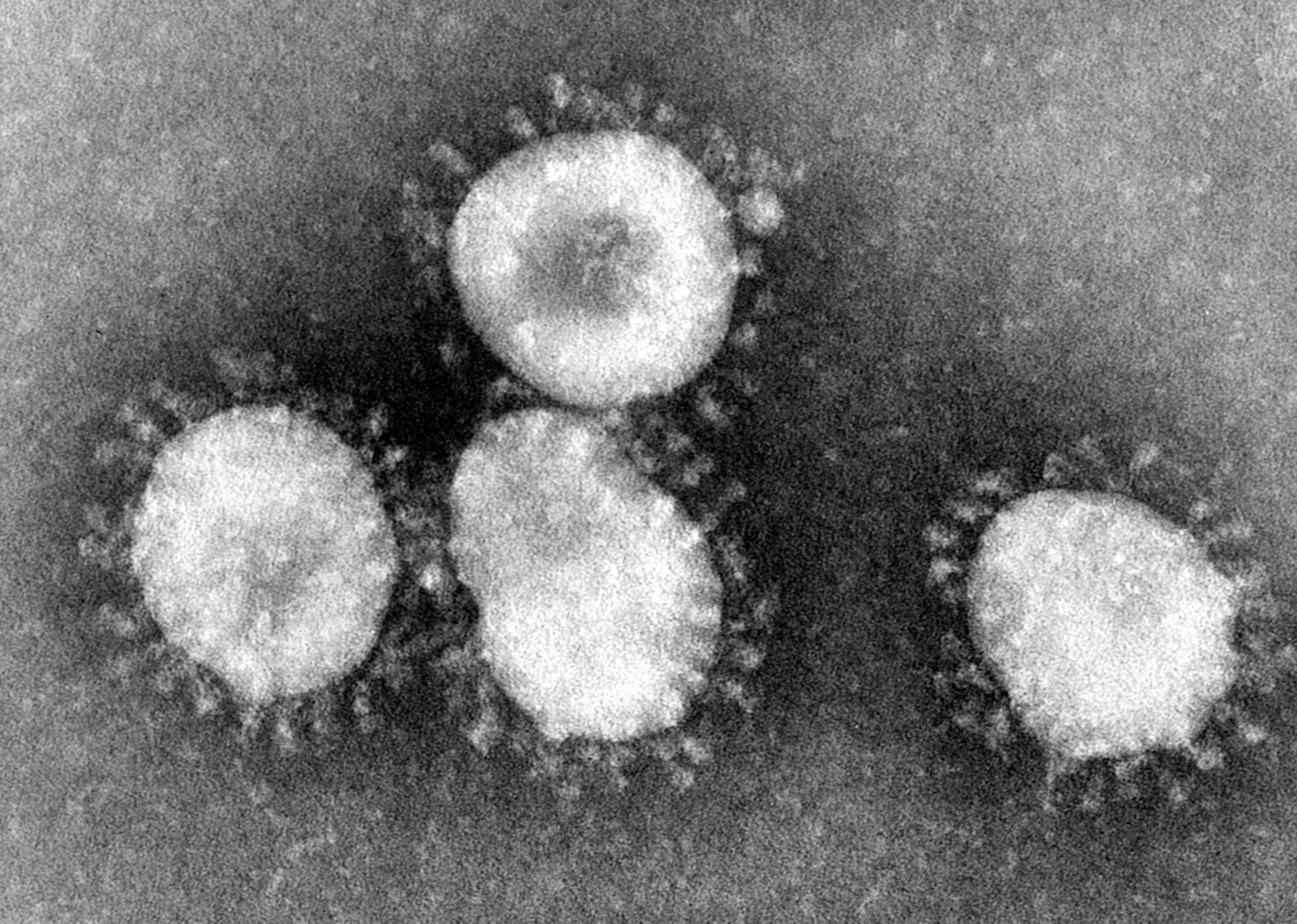
کروناویروس‌ها گروهی از ویروس‌ها هستند که عامل سرماخوردگی شناخته می‌شوند. با مشاهده این ویروس‌ها در زیر میکروسکوپ الکترونی می‌توان دید که ظاهری هاله‌ای یا تاج مانند دارند (کورونا به معنی تاج یا هاله است).

راینو ویروس رایج‌ترین عامل سرماخوردگی است و در ۳۰ تا ۸۰ درصد موارد علت بیماری شناخته می‌شود. راینو ویروس، ویروسی از خانواده پیکورناویروس‌ها و شامل ۹۹ نوع مختلف شناخته‌شده و دارای قطری حدود ۲۰ نانومتر است، به‌طوری‌که پنج هزار عدد از این ویروس تنها ۱ میلی‌متر جای می‌گیرند. راینو ویروس نوع C در سال ۲۰۰۷ کشف شد و در سرتاسر دنیا مشاهده می‌شود. راینو ویروس دارای یک ژنوم RNA معمولی با پروتئین و پلی‌نوکلئوتید است که مشابه DNA انسان عمل می‌کند. این پروتئین‌ها عامل اصلی واکنش پادتن‌های بدن انسان هستند. راینو ویروس‌ها در دمای ۹۱ درجه فارنهایت (معادل ۳۲٫۷ درجه سلسیوس) بهترین شرایط را برای رشد و نمو دارند و این دمایی است که در نوک بینی انسان مشاهده می‌شود.
ساختار کروناویروس‌ها نیز دارای یک ژنوم RNA معمولی است. افرادی که همزمان دارای بیماری دیگری باشند و کودکان مبتلا به بیماری‌های قلبی، بیشتر در معرض خطر ابتلا به کروناویروس‌ها هستند. معمولاً شدت سرماخوردگی که کروناویروس عامل آن باشد بیشتر است. کروناویروس‌ها که پس از راینو ویروس‌ها بزرگ‌ترین عامل ابتلا به سرماخوردگی هستند، بیشتر در زمستان و بهار باعث سرماخوردگی می‌شوند. اگرچه کروناویروس‌ها بیشتر در جانوران دیده می‌شوند، اما پنج نوع از آن‌ها دستگاه تنفسی بدن انسان را تحت تأثیر قرار می‌دهد. تشخیص اینکه علت بیماری کروناویروس باشد یا خیر کمی مشکل است، چرا که برخلاف راینو ویروس‌ها به سختی در آزمایشگاه رشد و نمو می‌کنند.
ساختار آدنوویروس‌ها شامل دو DNA معمولی می‌شود و تاکنون بیش از ۴۰ گونه از آن شناخته شده‌است ولی فقط در چند گونه از آن مشخص است که چگونه باعث به وجود آمدن بیماری می‌شوند. ویروس سنسیشیال تنفسی می‌تواند در نوزادان (به ویژه نوزادان زیر یک سال که زایمان زودهنگام داشته‌اند) یا افرادی که مبتلا به یک بیماری مزمن ریوی باشند، موجب بیماری سینه پهلو شود.

### انتقال

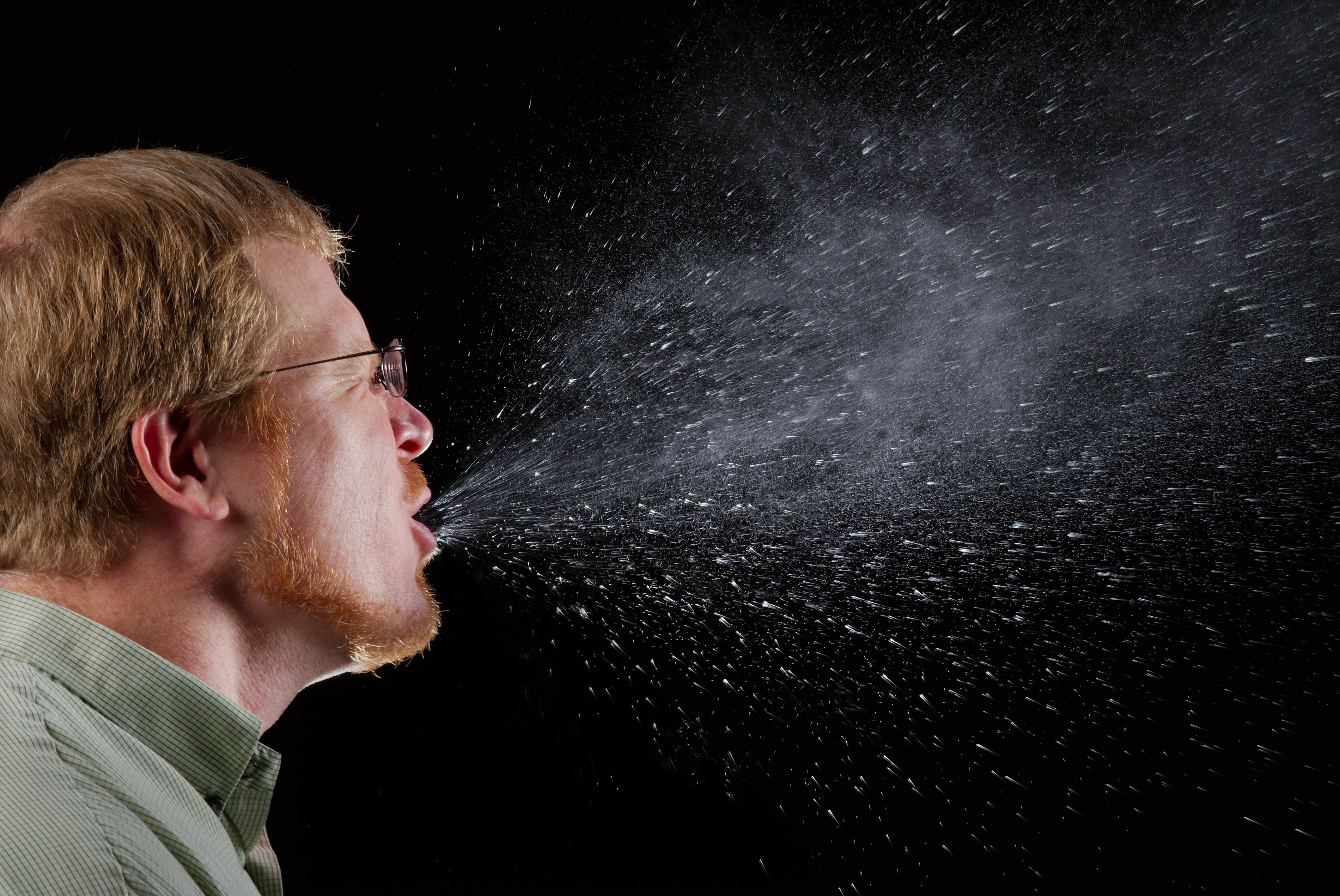
با هر بار عطسه، ذرات آن تا سه متر جلوتر پرتاب خواهد شد و این سبب انتقال ویروس می‌شود.

ویروس سرماخوردگی اغلب به دو شکل منتقل می‌شود، استنشاق یا بلعیدن ذرات موجود در هوا که ویروس را دربردارند یا تماس با مخاط بینی یا اشیای آلوده. اینکه کدام روش انتقال سرماخوردگی متداول‌تر است، هنوز مشخص نشده‌است، اگر چه روی تماس دست با دست و دست با پوست یا دست بیشتر تأکید می‌شود تا ذرات هوا. این ویروس‌ها می‌توانند تا مدت زمانی طولانی (برای راینو ویروس تا بیش از ۱۸ ساعت) در محیط زنده بمانند و ممکن است از دستان به چشمان و بینی که محل عفونت هستند، منتقل شوند. و افرادی که در مجاورت قرار داشته باشند بیشتر در معرض خطر ابتلا هستند. در مهدکودک‌ها و مدارس به علت مجاورت تعداد زیاد کودکان با مصونیت کم و غالباً با بهداشت ضعیف، انتقال بیشتر متداول است. پس از آن، عفونت به خانه و در حضور سایر افراد خانواده آورده می‌شود. هیچ مدرکی مبنی بر اینکه که هوای مجدداً به گردش درآمده در طول یک پرواز هوایی روشی برای انتقال باشد وجود ندارد. اگرچه افرادی که در محل نزدیکتری نشسته‌اند در معرض خطر بیشتری هستند. سرماخوردگی‌های ناشی از راینو ویروس بیشترین میزان واگیر را در سه روز اول علائم دارد. پس از این دوره، از میزان واگیر بودن سرماخوردگی کاسته می‌شود.
به نظر می‌رسد که ویروس‌های سرماخوردگی از طریق بوسه منتقل نمی‌شوند، بلکه این ویروس‌ها از طریق ذراتی که در فواصل نزدیک از طریق سرفه یا عطسه از دهان بیرون می‌آیند می‌توانند منتقل شوند. همچنین انگشتان آلوده در جاهای عمومی مانند دستگیره در، در صورتی که با چشم یا بینی تماس پیدا کنند، ویروس قادر به انتقال خواهد بود.
از آنجا که راه ارتباطی بین چشم‌ها و حفره‌های بینی باز است، تماس با چشم می‌تواند باعث انتقال ویروس به سمت بینی شود.
ویروس‌های سرماخوردگی در اصل از طریق راه حلق و بینی به بدن منتقل می‌شوند، به همین دلیل دهان را به تنهایی نمی‌توان عامل انتقال ویروس دانست.

### آب و هوا
این عقیده که در معرض سرما قرار گرفتن باعث سرماخوردگی می‌شود نادرست است، زیرا برای ابتلا به بیماری حتماً باید با ویروس تماس ایجاد شود، با این حال قرار گرفتن در بعضی شرایط مانند خستگی و کار زیاد، استرس، تغذیه نامناسب و سیگار کشیدن میزان آسیب‌پذیری را افزایش می‌دهد. افرادی که دخانیات مصرف می‌کنند بیشتر در معرض خطر سرماخوردگی هستند. نظریه‌ای که عُرف به آن عقیده دارند این است که سرماخوردگی از طریق قرار گرفتن برای مدت طولانی در معرض هوای سرد مانند باران یا برف «گرفته» می‌شود، که علت نام‌گذاری این بیماری نیز همین بوده‌است. نقش سرد شدن بدن به عنوان یک عامل خطرزا برای سرماخوردگی مورد بحث است. برخی از ویروس‌هایی که باعث سرماخوردگی می‌شوند فصلی هستند، و در هوای سرد یا بارانی و مرطوب بیشتر رخ می‌دهند. تصور می‌شود که این عمدتاً به دلیل مدت زمان طولانی است که در داخل خانه سپری می‌شود؛ به خصوص کودکانی که به مدرسه بازمی‌گردند. با این حال، همچنین ممکن است که به تغییرات دستگاه تنفسی مربوط باشد که این موجب مستعد شدن برای ابتلا می‌شود. رطوبت کم به دلیل هوای خشک به ذراتی که به راحتی پخش می‌شوند اجازه می‌دهد تا فواصل دورتری پراکنده شوند و مدت بیشتری در هوا بمانند و در نتیجه میزان انتقال را افزایش می‌دهد.

### موارد دیگر
مصونیت عمومی، در اثر تماس قبلی با ویروس‌های سرماخوردگی اتفاق می‌افتد و در افراد جوان‌تر جامعه که میزان عفونت‌های دستگاه تنفسی آن‌ها بالاتر است بیشتر دیده می‌شود. عملکرد ضعیف دستگاه ایمنی نیز عاملی خطرزا برای بیماری است. کمبود خواب و سوءتغذیه نیز با خطر بیشتر گسترش بیماری پس از قرار گرفتن در معرض راینو ویروس همراه بوده‌اند. تصور می‌شود که این به دلیل تأثیر آن‌ها بر عملکرد ایمنی باشد.
شیردهی احتمال عفونت گوش میانی و عفونت دستگاه تنفسی تحتانی را کاهش می‌دهد و همواره توصیه می‌شود که در دوران عفونت، شیردهی متوقف نشود. مطالعات نشان می‌دهد که کودکانی که از شیر مادر تغذیه می‌کنند، پنج برابر کمتر در معرض خطر عفونت گوش هستند، زیرا شیر مادر دارای سلول‌های حیاتی جهت حفظ دستگاه ایمنی کودک است.

## پاتوفیزیولوژی

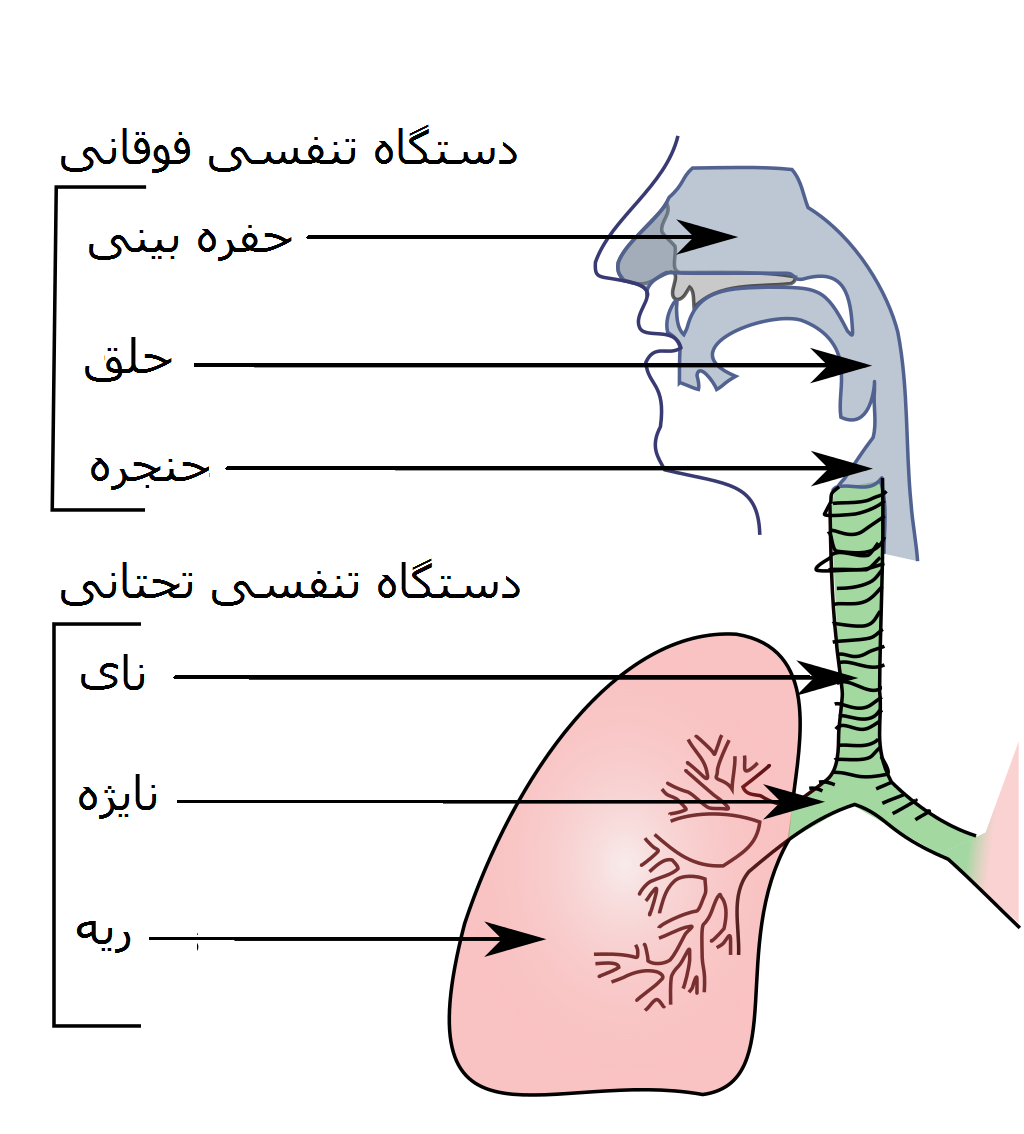
سرماخوردگی نوعی بیماری مربوط دستگاه تنفسی فوقانی است.

به نظر می‌رسد که علائم سرماخوردگی بیشتر به واکنش دستگاه ایمنی به ویروس مربوط باشد. مکانیسم واکنش دستگاه ایمنی برای هر ویروس متفاوت است. برای مثال، راینو ویروس عموماً از طریق تماس مستقیم منتقل می‌شود. این ویروس به شیوه‌هایی نامعلوم به گیرنده‌های ICAM-1 انسان متصل می‌شود تا منجر به آزادسازی التهاب شود. سپس این التهاب‌ها علائم را ایجاد می‌نمایند.
در حالت کلی آسیبی به بافت پوششی بینی نمی‌رسد. در مقابل، ویروس سنسشیال تنفسی (RSV) هم از طریق تماس مستقیم و هم ذرات هوا منتقل می‌شود. سپس پیش از آن که مکرراً در دستگاه تنفسی تحتانی پخش شود، در بینی و گلو تکثیر می‌شود. RSV منجر به بافت پوششی آسیب می‌رساند. ویروس پارا آنفلوآنزای انسانی عموماً منجر به التهاب بینی، حلق و نایژه می‌شود.
در خردسالان وقتی این ویروس نای را تحت تأثیر قرار دهد، ممکن است علائم خروسک پدیدار گردد که علت آن اندازه کوچک مجرای تنفسی در کودکان است.
ویروس از طریق گیرنده ICAM-1 وارد سلول‌ها می‌شود و سلولی که دارای گیرنده ICAM-1 نباشد به ویروس آلوده نخواهد شد. به همین دلیل اکثر پژوهش‌های مرتبط با سرماخوردگی پیرامون ICAM-1 صورت می‌گیرد.
سرماخوردگی معمولاً فقط ناحیه بینی از بدن را تحت تأثیر قرار می‌دهد، زیرا این ناحیه دارای گیرنده ICAM-1 است. در مقایسه با آن، آنفلونزا سایر نقاط را نیز تحت تأثیر قرار می‌دهد و خود به تنهایی می‌تواند بیماری خطرناک و حتی کشنده‌ای باشد، در حالی که سرماخوردگی معمولاً بی‌خطر است و بزرگ‌ترین تهدیدی که می‌تواند داشته باشد، ابتلا به عفونتی دیگر (مانند سینه پهلو) است.

## تشخیص بیماری
تفاوت بین عفونت‌های ویروسی دستگاه تنفسی فوقانی به‌طور کلی بستگی به محلی که علائم بروز می‌کند دارد. تأثیر سرماخوردگی عمدتاً بر روی بینی، فارنژیت بر روی گلو و برونشیت بر روی ریه‌ها می‌باشد. در نوزادان یا افراد بسیار مسن، سرماخوردگی می‌تواند باعث گسترش عفونت‌های سینه مانند برونشیت شده و حتی منجر به مرگ شود. سرماخوردگی غالباً به عنوان التهاب بینی تعریف می‌شود و ممکن است شامل مقداری التهاب گلو نیز باشد. تشخیص معمولاً توسط خود فرد انجام می‌شود. جداکردن عامل حقیقی ویروسی درگیر به ندرت انجام می‌شود، و به‌طور کلی شناسایی نوع ویروس از طریق علائم ممکن نیست. سرفه ناشی از سرماخوردگی در مقایسه با سرفه ناشی از آنفلوآنزا ملایم‌تر است. اگرچه وجود تب و سرفه در بزرگسالان احتمال بیشتری از آنفلوآنزا را نشان می‌دهد، با این حال شباهت بسیار زیادی میان علائم این دو وجود دارد. تشخیص بیماری سرماخوردگی از آنفلوآنزا بسیار مشکل و گاهی غیرممکن است، در آنفلوآنزا علائمی مانند سردرد، درد عضلات و تب شدت بیشتری دارند که البته در سرماخوردگی‌های شدید هم به همان شکل است.
آلرژی به گرده گیاهان نیز می‌تواند موجب آبریزش بینی شده که مشابه سرماخوردگی است. معمولاً آبریزش بینی ناشی از آلرژی زمان بیشتری به طول می‌انجامد. همچنین بعضی افراد با قرار گرفتن در هوای سرد دچار آبریزش بینی می‌شوند که آن را نمی‌توان جزء علائم سرماخوردگی دانست.
با بالا رفتن سن، دستگاه ایمنی بدن قدرتمندتر شده و با هر ابتلا به سرماخوردگی، پادتن مخصوص آن تولید می‌شود و در نتیجه بزرگسالان کمتر از خردسالان دچار سرماخوردگی می‌شوند. همچنین بزرگسالان در مقابل ویروسی که خردسالان به آن مبتلا می‌شوند، مصونیت بیشتری دارند. تولید پادتنها حداقل دو هفته پس از ابتلا به عفونت انجام می‌شود و پس از سه یا چهار هفته به حداکثر میزان خود می‌رسد.
پادتنها باعث درمان بیماری نمی‌شوند، بلکه مانع ابتلای مجدد به یک ویروس خاص می‌شوند، از طرفی در مقابل ویروس‌های دیگر نمی‌توانند از بدن محافظت کنند و از آنجا که بیش از ۲۰۰ ویروس مختلف باعث بیماری سرماخوردگی می‌شوند، یک فرد ممکن است در طول عمر خود هر سال چندین بار دچار سرماخوردگی شود که هر کدام از آن‌ها متعلق به یک نوع ویروس هستند.
در صورتی که دستگاه ایمنی بدن نسبت به یک نوع ویروس ایمن شود، به هر گونه عفونتی که مربوط به ویروس مشابه آن باشد، بر اساس حافظه قبلی ذخیره شده در سلول‌ها سریعاً پاسخ نشان می‌دهد و نسبت به آن ایمن خواهد بود.

## پیشگیری
تنها راه مؤثر برای پیشگیری از سرماخوردگی جلوگیری فیزیکی از پخش شدن ویروس است. این کار عمدتاً شامل شست‌وشوی دست‌ها و استفاده از ماسک‌های صورت می‌شود. در محیط‌های درمانی، روپوش و دستکش یکبار مصرف نیز استفاده می‌شود. انجام کارهایی مانند قرنطینه کردن افراد امکان‌پذیر نیست، زیرا بیماری بسیار همه‌گیر است و نمی‌توان علائم آن را به‌طور قطعی به این بیماری نسبت داد. از آنجا که این بیماری از طریق ویروس‌های فراوانی به وجود می‌آید و ویروس‌ها دستخوش تغییرات سریع هستند، واکسیناسیون کاری دشوار است، و ایجاد واکسنی که به گونه‌ای فراگیر مؤثر باشد، بسیار نامحتمل است.
شست‌وشوی مرتب دست‌ها احتمال انتقال ویروس‌های سرماخوردگی را مخصوصاً در کودکان کاهش می‌دهد. اینکه آیا استفاده از داروهای ضدویروس یا آنتی‌بیوتیک همراه با شست‌وشوی دست‌ها، مزیت خاصی دارد یا خیر نامشخص است. استفاده از ماسک‌های صورت در نزدیکی افراد مبتلا می‌تواند مفید باشد، اما در مورد فاصله اجتماعی بیشتر مدارک کافی موجود نیست. استفاده از مکمل روی در کاهش تعداد سرماخوردگی‌هایی که یک فرد دچار می‌شود، می‌تواند مؤثر باشد. استفاده روزمره از مکمل ویتامین ث خطر شدت سرماخوردگی را کاهش نمی‌دهد، اما می‌تواند مدت زمان آن را کوتاه‌تر کند.
ورزش سنگین برای سرماخوردگی توصیه نمی‌شود و می‌تواند برای آن مضر هم باشد، اما ورزش در حد ملایم (مانند پیاده‌روی) مضر نبوده و می‌تواند در کاهش علائم بیماری نیز مفید باشد.

## درمان
در حال حاضر هیچ دارو یا درمان گیاهی که اثبات شده باشد دوره بیماری را کوتاه می‌کند به وجود نیامده‌است. به همین دلیل درمان بیماری شامل تسکین و بهبود بخشیدن علائم آن می‌شود. استراحت کافی، نوشیدن مایعات برای حفظ آب بدن، و قرقره با آب ولرم و نمک اقداماتی است که از گذشته انجام می‌شده و می‌تواند مفید باشد. با این حال اکثر اقدامات درمانی مربوط به اثر شبه دارو است.

### مراقبت

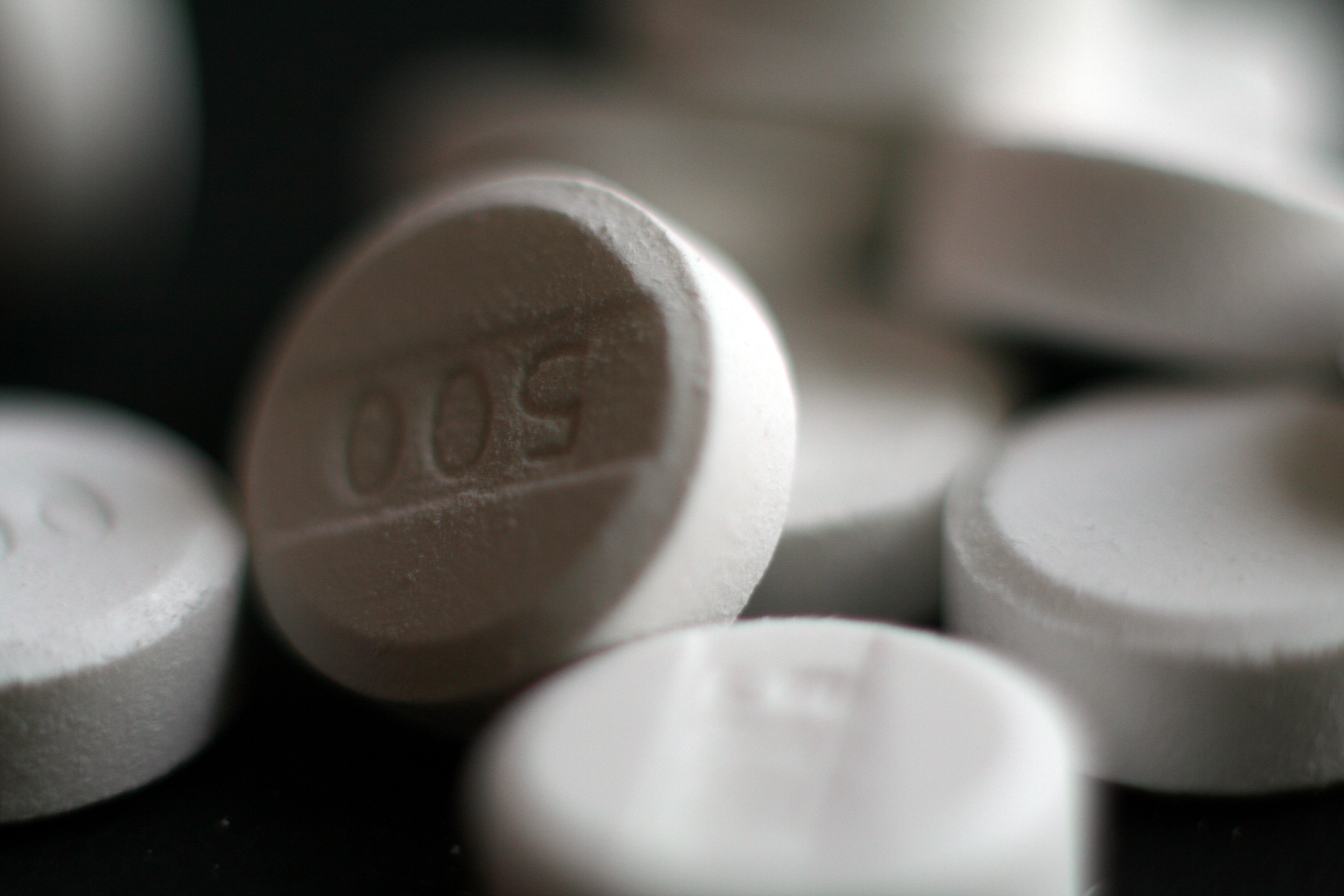
قرص استامینوفن به عنوان مسکن استفاده می‌شود و برخی از علائم سرماخوردگی مانند تب را برطرف می‌کند.

سرماخوردگی عموماً خفیف است و به خودی‌خود برطرف شده و اکثر علائم آن ظرف یک هفته بهبود می‌یابد. عوارض جدی‌تر، در صورت بروز، در میان افرادی است که بسیار پیر یا بسیار جوان هستند، یا دچار ضعف ایمنی هستند. عفونت‌های باکتریال ثانویه ممکن است رخ دهد و منجر به سینوزیت، فارنژیت، یا عفونت گوش میانی شود. به‌طور تخمینی در ۸٪ موارد سینوزیت و در ۳۰٪ موارد عفونت گوش رخ می‌دهد.
درمان‌هایی که به تسکین علائم بیماری کمک می‌کنند شامل داروهای مسکن ساده و داروهای تب‌بر مانند ایبوپروفن و استامینوفن است. مدرکی مبنی بر اینکه داروهای سرفه بیش از داروهای ساده مسکن اثرگذار باشند، موجود نیست، و این داروها به علت عدم وجود شواهد نشان‌دهنده اثربخشی و همچنین خطر آسیب، برای استفاده در کودکان توصیه نمی‌شود. در سال ۲۰۰۹، کانادا استفاده از داروهای بدون نسخه سرماخوردگی و سرفه را به دلیل نگرانی‌هایی در مورد مزایای اثبات نشده و خطرات، برای کودکان شش ساله یا کوچکتر محدود کرد. استفاده ناصحیح از دکسترومتورفان (که دارویی بدون نسخه می‌باشد) در برخی کشورها منجر به ممنوعیت آن شده‌است. در آمریکا مشاهده شده‌است که استفاده از داروهای بدون نسخه مانند سودوفرین، آنتی‌هیستامین و دکسترومتورفان منجر به مرگ غیرمنتظره تعدادی از کودکان زیر ۱۰ ماه شده‌است. در چنین مواردی والدین قبل از مصرف دارو با پزشک مشورت نمی‌کنند و این نشان می‌دهد که این موضوع احتیاج به آموزش بیشتر دارد. از داروهای بدون نسخه نباید برای کودکان زیر ۲ سال استفاده کرد، زیرا اطلاعات دقیقی از دوز مصرفی مناسب دارو برای کودکان وجود ندارد.
در بزرگسالان، علائم آبریزش بینی می‌تواند با آنتی‌هیستامین‌های نوع اول کاهش یابد، با این حال، این نوع آنتی‌هیستامین‌ها ممکن است با عوارض جانبی از جمله خواب‌آور بودن و خشکی دهان همراه باشند. آنتی‌هیستامین‌ها علاوه بر کاهش آبریزش بینی، در کاهش عطسه و خارش چشم نیز مؤثر هستند.
سایر داروهای برطرف‌کننده گرفتگی مانند پسودوافدرین نیز بر روی بزرگسالان مؤثر است. اسپری بینی ایپراتروپیوم بروماید می‌تواند علائم آبریزش بینی را کاهش دهد، اما اثر کمی در گرفتگی بینی دارد. با این حال به نظر نمی‌آید که آنتی‌هیستامین‌های نوع دوم مؤثر باشند. دو نوع آنتی‌هیستامینی که استفاده از آن‌ها مرسوم است کلرفنیرامین و دیفن‌هیدرامین می‌باشد.
هنوز اثبات دقیقی برای اینکه دریافت مایعات بیشتر علائم را بهبود می‌بخشد یا بیماری تنفسی را کوتاه‌تر می‌کند، نیست.
هم چنین، اطلاعاتی در زمینه تأثیر استفاده از هوای مرطوب گرم در بهبود بیماری در دسترس نیست. با این حال آزمایش‌ها نشان می‌دهد که نوشیدن مایعات زیاد (بیش از ۸ لیوان در روز) کمک می‌کند تا خلط‌ها رقیق شده و گرفتگی بینی کمتر شود.
از خوردن نوشیدنی‌های الکلی و کافئین‌دار به دلیل اینکه باعث کاهش آب بدن می‌شوند باید خودداری کرد. آب، آبمیوه، نوشیدنی زنجبیلی، چای گیاهی و غذاهای مایع گزینه‌های خوبی هستند. سوپ مرغ نیز به عنوان یکی از قدیمی‌ترین درمان‌های سرماخوردگی محسوب می‌شود. همچنین احتیاجی به قطع کردن مصرف فراورده‌های لبنی نیست، زیرا باعث افزایش گرفتگی بینی نمی‌شوند. افزایش رطوبت محیط به وسیله دستگاه‌های بخور و مرطوب‌کننده می‌تواند به گرفتگی بینی کمک کند. طی یک بررسی نشان داده شد که ماساژ قفسه سینه با بخار در بهبود سرفه‌های شبانه، گرفتگی و اختلال خواب مؤثر است.

### آنتی‌بیوتیک‌ها و ضدویروس‌ها
سرماخوردگی باعث می‌شود که دستگاه ایمنی بدن در مقابل باکتری‌ها آسیب‌پذیر شود و در نتیجه ممکن است به بیماری‌های باکتریایی مانند برونشیت، سینه پهلو، سینوزیت، عفونت گوش میانی یا گلودرد منجر گردد. افرادی که مبتلا به بیماری‌های حاد کلیوی، آسم، دیابت یا دارای دستگاه ایمنی ضعیفی هستند بیشتر در معرض چنین عوارضی قرار دارند.
علائم بیماری در چنین افرادی معمولاً پس از یک هفته بهبود نخواهد یافت و با علائمی همچون درد قفسه سینه، تب، تنفس سخت، آبی شدن لب‌ها یا ناخن‌ها، سرفه همراه با خلط زرد یا سبز، خارش پوست یا نقاط سفید روی گلو مواجه می‌شوند که در این صورت برای درمان نیاز به آنتی‌بیوتیک خواهند داشت.
آنتی‌بیوتیکها هیچ اثری بر روی عفونت‌های ویروسی و در نتیجه هیچ اثری بر روی ویروس‌های عامل سرماخوردگی ندارند. آنتی‌بیوتیکها علی‌رغم عوارضی که دارند عموماً تجویز می‌شوند، زیرا فرد بیمار از پزشک توقع دارد که چیزی برایش تجویز کند و پزشکان نیز مایلند به آن‌ها کمک کنند، همچنین در نظر نگرفتن علل عفونت‌هایی که ممکن است با آنتی‌بیوتیک کنترل شوند دشوار است.
هیچ داروی ضدویروس مؤثری برای سرماخوردگی وجود ندارد ،  با این حال برخی تحقیقات مقدماتی مزایایی را نشان داده‌است.

### درمان‌های جایگزین
اگرچه درمان‌های جایگزین بسیاری برای سرماخوردگی وجود دارد، اما مدارک علمی کافی برای اثبات نتیجه‌بخش بودن بسیاری از درمان‌ها وجود ندارد.
در سال ۲۰۱۰، مدارکی ناکافی برای تأیید یا رد استفاده از عسل یا شست‌وشوی بینی جهت بهبود بیماری وجود داشته‌است. آزمایش‌های انجام گرفته نشان می‌دهند که استفاده از عسل می‌تواند در تسکین بعضی از علائم بیماری مانند سرفه یا گلودرد مؤثر باشد، اما اثباتی در این زمینه وجود ندارد.
مطالعات نشان می‌دهند که مکمل‌های روی می‌توانند حساسیت و دوره علائم را کاهش دهند و این در صورتی است که ظرف ۲۴ ساعت از شروعشان استفاده شوند. به دلیل اختلافات زیادی که بین این گونه بررسی‌ها وجود دارد، به پژوهش‌های بیشتری در این زمینه و تشخیص اینکه روی چگونه و چه موقع می‌تواند مؤثر باشد، نیاز است. اگرچه اثر ویتامین ث در سرماخوردگی بسیار مورد تحقیق قرار گرفته‌است، اما مجموعاً مایوس‌کننده می‌باشد، مگر در بعضی شرایط خاص به ویژه برای افرادی که در محیطهای سرد ورزش سنگین انجام می‌دهند.
برای خوردن ویتامین ث یا روی همراه با آنتی‌بیوتیک‌ها یا داروی وارفارین حتماً باید با پزشک مشورت شود.
شواهد موجود در مورد اثربخشی سرخارگل با هم در تناقض هستند. انواع گوناگون سرخارگل ممکن در اثربخشی با یکدیگر متفاوت باشند. همچنین اینکه سیر می‌تواند مؤثر باشد یا خیر، به اثبات نرسیده‌است. آزمایشی که تنها بر روی ویتامین د انجام شده‌بود، نتیجه بهبود بخشی در برنداشت.

## گسترهٔ شیوع
سرماخوردگی متداول‌ترین بیماری در انسان است
و مردم سراسر جهان به آن مبتلا می‌شوند. بزرگسالان عموماً دو تا پنج بار در سال مبتلا می‌شوند و کودکان ممکن است شش تا ده بار در سال (و کودکان مدرسه‌ای تا ۱۲ بار در سال) مبتلا شوند. به‌طور متوسط هر فرد در طول زندگی خود ۵۰ بار به سرماخوردگی مبتلا می‌شود. میزان عفونت‌های وابسته به علائم بیماری در افراد مسن به دلیل ضعیف شدن دستگاه ایمنی افزایش می‌یابد.
تنها در کشور آمریکا هر ساله بیش از یک میلیارد مورد سرماخوردگی مشاهده می‌شود و این نشان می‌دهد که کل جمعیت آمریکا در سال بیش از یک بار مبتلا به این ویروس می‌شوند. ساکنان آمریکای شمالی و اسکیموها بیشتر در معرض ابتلا به سرماخوردگی قرار دارند و به دنبال آن دچار عوارضی مانند عفونت گوش میانی می‌شود. این موضوع را بیشتر می‌توان به ازدیاد جمعیت یا فقر نسبت داد تا به نژاد. در سال ۱۹۸۵ تخمین زده شد که ویروس سنشیال تنفسی در آمریکا هر ساله منجر به تقریباً ۴۵۰۰ مرگ و ۱۰۰ هزار بستری در بیمارستان در سال می‌شود. همچنین مدارکی از مرگ کودکان زیر ۵ سال در اثر برونشیت، سینه پهلو و سایر بیماری‌های دستگاه تنفسی یافت می‌شود که در سال ۱۹۹۷ تعداد کل مرگ‌های مربوط به بیماری‌های تنفسی به تقریباً ۲۰۰۰ نفر کاهش یافت. در حال حاضر به‌طور تخمینی هر ساله در آمریکا حداکثر ۵۱۰ مرگ بر اثر ویروس سنسیشیال تنفسی رخ می‌دهد.

## تاریخچه
اگرچه سرماخوردگی تنها از دههٔ ۱۹۵۰ شناخته شده‌است، اما این بیماری از دوران باستان با انسان همراه بوده‌است. علائم و درمان آن در پاپیروس‌های ابرس مصری، قدیمی‌ترین اثر طبی موجود که در قرن ۱۶ پیش از میلاد نوشته شده، توضیح داده شده‌است.
واژه سرماخوردگی اولین بار در قرن شانزدهم به کار برده شد و علت نام‌گذاری آن تشابه بین علائم این بیماری و علائمی که هنگام در معرض قرار گرفتن هوای سرد است به وجود می‌آید بود.
در انگلستان، واحد تحقیقاتی سرماخوردگی (CCU) توسط شورای تحقیقات پزشکی در سال ۱۹۴۶ تأسیس شد و راینو ویروس در همان زمان در سال ۱۹۵۶ کشف شد. کروناویروس‌ها در سال ۱۹۶۵ کشف شدند و مطالعه بر روی آن‌ها تا به‌طور مداوم تا اواسط دهه ۱۹۸۰ ادامه داشت. در دهه ۱۹۷۰، CCU اثبات کرد که درمان با اینترفرون در طول دوره نهفتگی عفونت راینو ویروس مقداری محافظت در مقابل بیماری پدیدمی‌آورد، اما هیچ درمان عملی نمی‌توانست ایجاد شود. این واحد در ۱۹۸۹ بسته شد، دو سال بعد از آن که تحقیقات قرص‌های لوزی شکل گلوکونات روی در پیشگیری و درمان سرماخوردگی‌های ناشی از راینو ویروس تکمیل کرد و این تنها درمان موفق ایجاد شده در سابقه CCU است.

## تأثیر اقتصادی

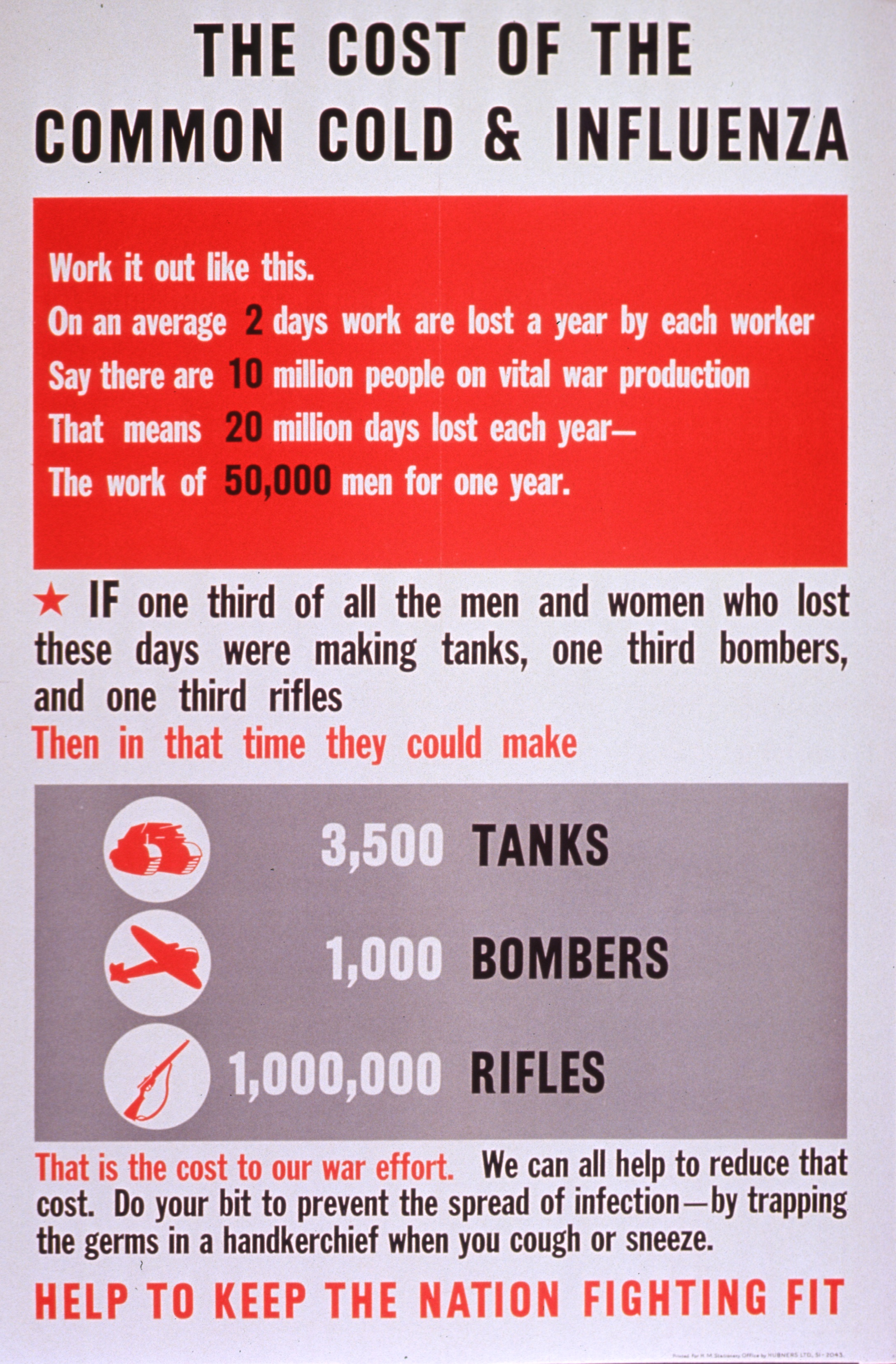
پوستر انگلیسی از جنگ جهانی دوم که هزینه سرماخوردگی را نشان می‌دهد.

درک ضعیفی از تأثیر اقتصادی سرماخوردگی در اکثر نقاط دنیا وجود دارد. بزرگ‌ترین عاملی که افراد به پزشک مراجعه می‌کنند یا از کار خود مرخصی می‌گیرند یا در مدرسه غیبت می‌کنند، سرماخوردگی است. در آمریکا، سرماخوردگی منجر به سالانه ۱۰۰ میلیون ویزیت پزشک با هزینه برآورد شده ۷٫۷ میلیارد دلار در سال می‌شود. آمریکایی‌ها ۲٫۹ میلیارد دلار برای داروهای بدون نیاز به نسخه (OTC) هزینه می‌کنند و ۴۰۰ میلیون دلار دیگر نیز برای داروهای نسخه‌ای برای تسکین علائم بیماری هزینه می‌کنند. در آمریکا هزینه‌ای که صرف درمان سرماخوردگی در بیمارستان‌ها می‌شود از یک میلیارد دلار در سال تجاوز می‌کند، همچنین سالانه ۲۲۷ میلیون دلار صرف آنتی‌بیوتیک (آنتی‌بیوتیک) تجویز شده برای سرماخوردگی و بیش از ۲ میلیارد دلار صرف هزینه داروهای بدون نسخه سرماخوردگی و ضد سرفه می‌شود.
بیش از یک سوم مردمی که نزد پزشک رفته‌اند، نسخه آنتی‌بیوتیک دریافت کرده‌اند که باعث مقاومت در برابر آنتی‌بیوتیک می‌شود. به‌طور تخمینی هر ساله در کل ۲۲ تا ۱۸۹ میلیون روز، به دلیل سرماخوردگی غیبت از مدرسه در کل دانش‌آموزان وجود دارد. در نتیجه والدین ۱۲۹ میلیون روز کاری را به دلیل ماندن در منزل و مراقبت از فرزندانشان از دست می‌دهند. اگر این تعداد را به ۱۵۰ میلیون روز کاری از دست رفته توسط کارمندان به دلیل سرماخوردگی، اضافه کنیم، اثر اقتصادی کل از دست رفتن روزهای کاری به دلیل سرماخوردگی، از ۲۰ میلیارد دلار در سال فراتر می‌رود و این باعث ۴۰٪ ساعات کاری از دست رفته در آمریکا می‌شود.

## تحقیقات
آزمایش‌هایی بر روی تعدادی از ضدویروس‌ها برای میزان اثربخشی آن‌ها در سرماخوردگی انجام شده‌است، اگرچه در سال ۲۰۰۹، هیچ‌کدام از آزمایش‌ها نتوانستند که در آن واحد هم مؤثر شناخته شده و هم برایش مجوز استفاده صادر شده باشد. آزمایش‌هایی در حال انجام هستند که اثر داروی ضدویروس پلکوناریل را بررسی می‌کنند و اینکه چه قدر برای مقابله با پیکورویروس‌ها اثربخش است، مانند آزمایش‌های BTA-798. پلکوناریل خوراکی دارای یک سری مشکلات بود و نوع افشانه‌ای آن در دست مطالعه است.
محققان دانشگاه مریلند در کالج پارک و دانشگاه ویسکانسین-مدیسن، ژنوم همه نژادهای ویروس که منجر به سرماخوردگی می‌شوند را ترسیم کرده‌اند. ساختن واکسن سرماخوردگی کار خیلی مشکلی است، زیرا ویروس‌های گوناگونی هستند که موجب سرماخوردگی می‌شوند و واکسنی که بتواند همه نوع این ویروس‌ها را پوشش دهد هنوز ساخته نشده‌است. داروی ضدویروس پلکوناریل می‌تواند میزان مقاومت راینو ویروس را کاهش دهد،
اما هنوز این دارو برای راینو ویروس انسانی ساخته نشده‌است و مطالعات بر روی آن در حال انجام است.